# Sindrome di VATER
La sindrome di VATER è un'associazione di difetti congeniti. È infatti anche chiamata associazione di VACTERL, dalle iniziali dei difetti, perché tutti i difetti sono connessi tra loro. Tuttavia è ancora sconosciuto il gene o il set genico che la causa.
Alcuni individui presentano Trisomia 18, e si è notata una frequenza maggiore in figli di madri presentanti diabete.
È a ogni modo preferita la tesi che sia dovuta a una serie di fattori concomitanti.
Ogni persona presentante questa sindrome è piuttosto un caso a parte, perché presenta difetti diversi da ogni altro bambino.
Non avendo una base genica come indicazione per la cura, si punta a trattare un problema alla volta coi metodi convenzionali, dando la priorità a quelli più pericolosi e invalidanti.
La sindrome di VACTERL può essere confrontata con sindromi simili quali la sindrome di Klippel-Feil e la sindrome di Goldenhar, che comprendono un'incrociarsi di condizioni che le rendono complesse.

## Sintomi comuni
- V - Vertebral anomalies - Anomalie della colonna vertebrale
- A - Anal atresia - Atresia anale
- C - Cardiovascular anomalies - Anomalie cardiovascolari
- T - Tracheoesophageal fistula - Fistole tracheoesofagee
- E - Esophageal atresia - Atresia esofagea
- R - Renal & Radius anomalies - Anomalie ai reni e al radio (osso)
- L - Preaxial limb - Articolazione preassiale (di fronte o presso l'asse centrale dell'articolazione).

### Anomalie vertebrali
Sono difetti della colonna vertebrale, consistenti solitamente in piccole vertebre ipoplastiche o emivertebre, dove quindi si è formata solo la metà dell'osso. Circa il 70% dei pazienti presentanti VACTERL presentano anomalie di questo tipo. In giovanissima età sono raramente problematiche, ma con l'andar degli anni queste anormalità portano al rischio di gravi forme di scoliosi o curvatura abnorme della colonna.
È solitamente grazie a una radiografia in giovane età che ci si accorge del difetto congenito, dato che gli altri sintomi si presenteranno in forme patologiche più avanti.

### Difetti del canale anale
L'atresia anale (o ano imperforato) è riscontrabile nel 55% dei pazienti con la sindrome di VACTERL.
Questa è un'anomalia che si riscontra facilmente alla nascita e per la quale è richiesta un'operazione chirurgica nei primi giorni di vita.
A seconda della gravità saranno necessari più interventi per ricostruire l'intestino e il canale anale.

### Difetti dell'esofago
L'atresia esofagea con fistola tracheo-esofagea (fistola TE) è presente nel 70% circa dei pazienti, anche se può presentarsi come difetto isolato. Dal 15 al 33% dei pazienti con fistola TE presentano problemi cardiaci.
Alcuni possono a ogni modo non essere così gravi da richiedere un intervento chirurgico.

### Difetti renali
Il 50% circa dei pazienti con questa sindrome presenta difetti ai reni, e più del 35% presenta una singola arteria ombelicale invece che le fisiologiche due; questo crea generalmente problemi urologici.
I più gravi problemi sono formazione incompleta di uno o entrambi i reni, anormalità urologiche come ostruzione dei canali per l'urina uscenti dai reni o severo reflusso urinario all'interno dei reni dalla vescica.
Se il problema è severo sarà necessario un trapianto di rene, ma se trattati in tempo alcuni individui possono essere corretti con chirurgia precoce.

### Difetti articolari
Presenti mediamente nel 70-80% dei neonati con VACTERL.
Pollice assente o in posizione non convenzionale, dita sovrannumerarie (polidattilia), fusione delle dita (sindattilia), difetti dell'avambraccio sono i più comuni problemi.
Bimbi con difetti articolari in entrambe le parti tendono ad avere anche i difetti urologici in entrambi i lati, così come quelli che li presentano in un solo lato tendono ad avere difetti urologici nello stesso lato.

### Crescita
Molti bimbi con la VACTERL nascono sottopeso, e hanno difficoltà a raggiungere i valori normali.
Lo sviluppo neurologico è comunque generalmente normale e l'intelligenza riscontrata è nella media.

## Diagnosi
La diagnosi viene fatta sulla presenza di almeno tre dei sette difetti classici sopra descritti.

## Epidemiologia
La Sindrome di VACTERL è rara, e ha un'incidenza di 1,6 casi su 10 000 nati vivi.
È presente più frequentemente in pazienti nati da madri diabetiche e alcuni individui presentano anche Trisomia 18.
Molto raramente una famiglia presenta più di un caso.

## Patologia
Pazienti con anormalità cardiache e reni funzionanti possono essere più esposti a sindromi emolitico-uremiche.